# Arrhenia lundellii
Arrhenia lundellii är en svampart som tillhör divisionen basidiesvampar, och som först beskrevs av Albert Pilát, och fick sitt nu gällande namn av Redhead, Lutzoni, Moncalvo och Rytas J. Vilgalys. Arrhenia lundellii ingår i släktet Arrhenia, och familjen trådklubbor. Arten är reproducerande i Sverige.